# Daleko do Nashvillu
Daleko do Nashvillu je český krátkometrážní televizní film Tomáše Bařiny o dvou klucích a jejich noční jízdě na nákladním vlaku. Film byl premiérově vysílán 22. března 2009 v 20:50 Českou televizí na programu ČT1.

## Děj
Dva kluci z Prahy, Ondra a Honza, mají jet se známými na chatu, ti jim ale ujedou a kluci se rozhodnou jet sami. Jejich známí někdy cestují tak, že naskočí na nákladní vlak a kluci se rozhodnou, že pojedou stejným způsobem. V noci za jízdy naskočí na vlak, tam se ale začnou dít podivné až hororové věci. Jedou v naprosté tmě, nevidí žádná vzdálená světla a nepoznávají krajinu. Potkají tuláka jménem Hobo, který na vlaku cestuje stejným způsobem, a ten jim říká o vrazích tuláků a zmíní se také o tom, že tento vlak zastavuje až v Nashvillu. Zanedlouho uvidí svítilny a začnou utíkat před domnělými vrahy. Během přelézání střechy jednoho z vagónů ale vlak vjede do tunelu a smete Hoboa a po následujícím tunelu si Ondra totéž značnou chvíli myslí i o Honzovi. Nakonec se oba kluci schovají v jednom vlakem přepravovaném kontejneru a zde vyčerpaně usnou. Ráno ale zjistí, že byly všechny kontejnery z vlaku přeloženy na zaoceánskou kontejnerovou loď s názvem Nashville, a na této lodi jedou dál.

Krátký povídkový příběh je založen na fantaskním základě, ze začátku Honza tulákovi vůbec nevěří a považuje za absurdní, že by byli jinde, než ve středních Čechách, naopak Ondra má strach z vrahů a po prvních nepřímých dokladech, že si tulák nevymýšlí (např. hory na obzoru, které Honza považuje za mraky), mu spíše věří. Pak se začnou dít i méně pochopitelné věci, jako např. že v knize, kterou má Ondra s sebou (Cesta od Jacka Londona), zmizí veškeré písmo a zůstanou jen bílé stránky apod.

## Obsazení
| Jakub Štěpán     | Ondra         |
| Ivan Říha        | Honza         |
| Jiří Schmitzer   | Hobo          |
| Martin Písařík   | Viktor        |
| Milan Enčev      | Hagen         |
| Jakub Šlégr      | Jirka         |
| Tomáš Dianiška   | kamarád       |
| Claudia Vašeková | matka Ondry   |
| Elin Špidlová    | matka Viktora |